# Koningslaagte (streek)
Koningslaagte is een streek aan de noordkant van de Nederlandse stad Groningen. De streek hoort gedeeltelijk bij de gemeente Groningen en gedeeltelijk tot de gemeente Het Hogeland.
De Koningslaagte is onderdeel van de ecologische hoofdstructuur van Nederland en heeft de status van reservaat. Het is een open landschap, dat ontstond tijdens het Eemien, toen smeltwaterstromen van het ten oosten van de Hondsrug (die oorspronkelijk tot aan Baflo liep) uitgesleten kilometers brede Hunzedal hier door de Hondsrug heen braken en deze vervolgens weg erodeerden. Later ontstond binnen dit Hunzedal de river de Hunze. De oude loop daarvan is nog in het landschap terug te vinden en goed te zien bij het Bezoekerscentrum Reitdiep, het bezoekerscentrum van het Groninger Landschap, die het natuurgebied in beheer heeft.

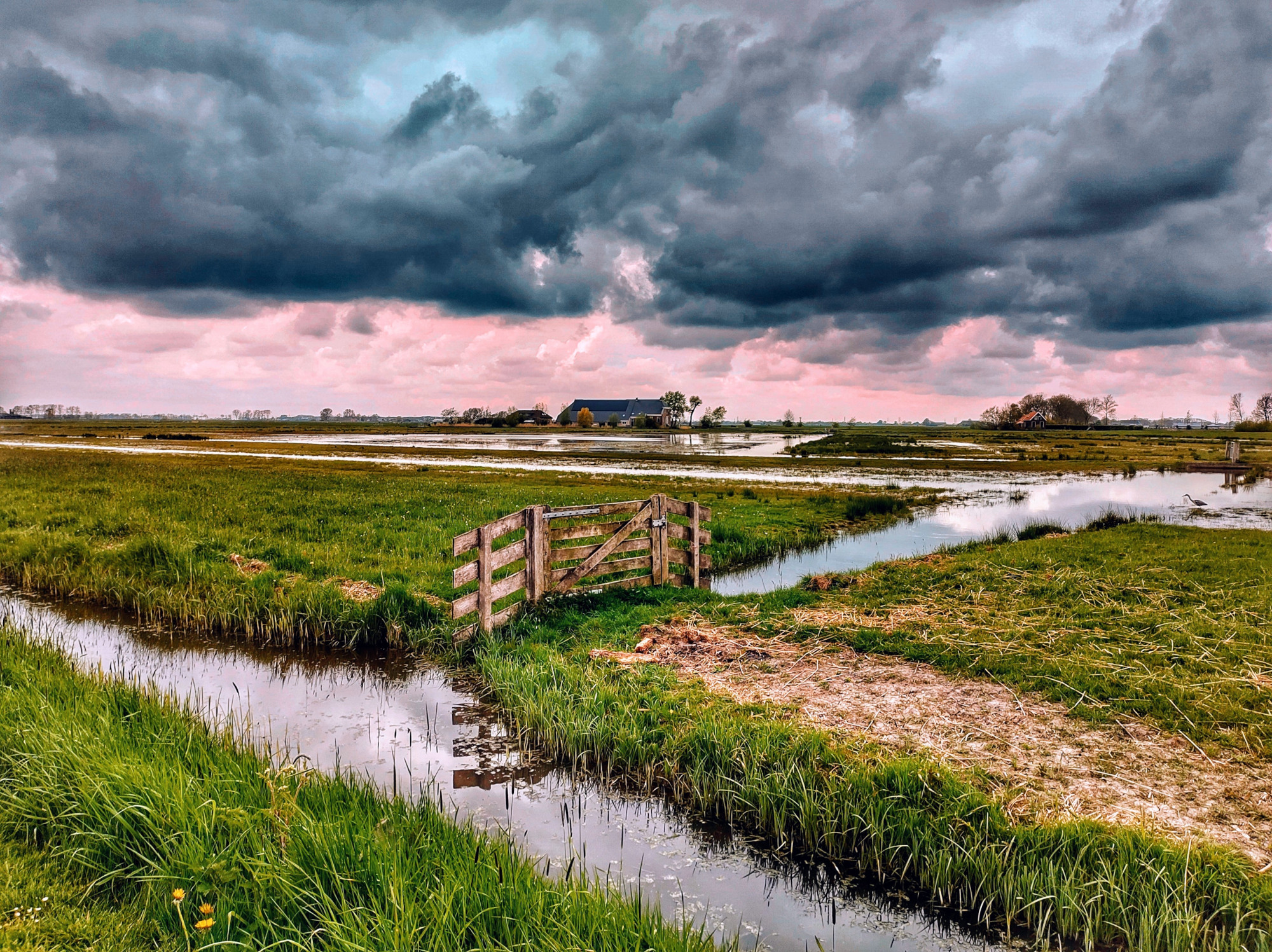
Koningslaagte bij Noorderhoogebrug. Restanten van een meander van de Hunze zijn nog zichtbaar in het landschap.

Aan de rand van de Koningslaagte, op de grens van de gemeenten Groningen, Bedum en Winsum staat de poldermolen Koningslaagte uit 1878. De taak van de molen is overgenomen door het gemaal De Wolden bij Zuidwolde, maar de molen kan in geval van wateroverlast worden ingezet voor extra bemaling van de polder. Hij slaat zijn water uit op de Oude Ae.

## Naam
De naam Koningslaagte zou er op duiden dat in deze omgeving in de vroege middeleeuwen koningsgoederen lagen. Koning is in dit geval de koning van het Heilig Roomse Rijk, oftewel de Duitse keizer.
Een andere verklaring was dat het land in de middeleeuwen een moeras was (het meest noordelijke deel van het Woldgebied), waar niemand woonde en dat dus van niemand was. Land dat niemand toebehoorde was van de koning.

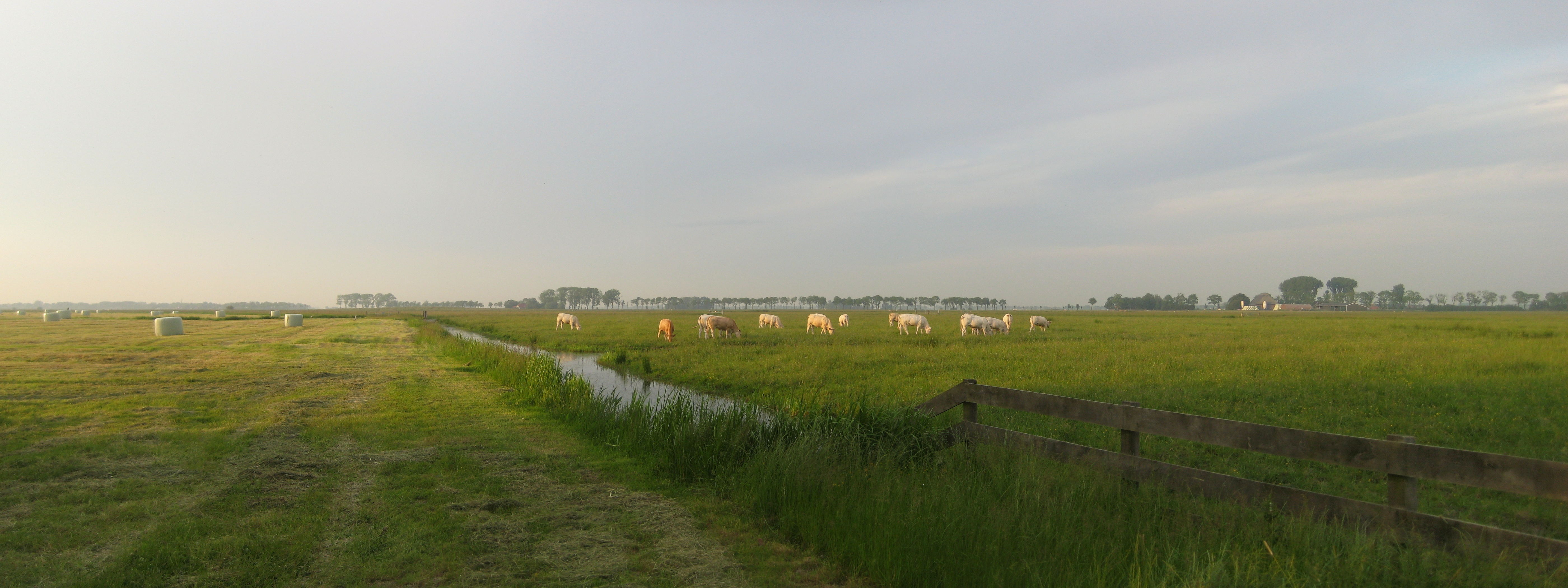
Een deel van de Koningslaagte (2013)

Hoofdplaats: Uithuizen

Dorpen: Adorp · Den Andel · Baflo · Bedum · Eenrum · Eppenhuizen · Hornhuizen · Houwerzijl · Kantens · Kloosterburen · 't Lage van de Weg · Lauwersoog · Leens · Leenstertillen · Lutjewolde · Mensingeweer · Molenrij · Niekerk · Noordwolde · Oldenzijl · Onderdendam · Onderwierum · Oosteinde · Oosternieland · Pieterburen · Rasquert · Rodewolt · Roodeschool · Rottum · Saaxumhuizen · Sauwerd · Startenhuizen (deels) · Stitswerd · Tinallinge · Uithuizermeeden · Ulrum · Usquert · Vliedorp · Vierhuizen · Warffum · Warfhuizen · Wehe-den Hoorn · Westerdijkshorn · Westernieland · Wetsinge · Winsum · Zandeweer · Zoutkamp · Zuidwolde · Zuurdijk

Buurtschappen, gehuchten, wierden en buurten: 1e Nijhoezen · 2e Nijhoezen · 't Aagt · Abbeweer · Alinghuizen · Arwerd · Barnegaten · Bellingeweer · Bethlehem · Beusum · Bokum · Breede · Broek · Het Bultje · De Dingen · De Raken · De Vennen · Den Haver · Deikum · Doodstil · Douwen · Duisterwinkel · Eelswerd · Eemshaven · Elens · Ellerhuizen · Ernstheem · Ewer · Grijssloot · Groot Maarslag · Groot Wetsinge · De Haar · Hammeland · Den Hander · Harssens · Hefswal · Hekkum · Helwerd · Heuvelderij · Hiddingezijl · Holwinde · De Hoogte · De Horn · De Houw · 't Houweel · De Hucht · Kaakhorn · Katershorn · Kattenburg · Klei · Kleine Huisjes · Klein Garnwerd · Klein Maarslag · Klein Wetsinge · Kolham · Koningslaagte · Koningsoord · De Knijp · Kruisweg · Lutje Marne · Lutke Saaxum · Maarhuizen · (Marnehuizen) · Menkeweer · Menneweer · Midhalm · Midhuizen · Mollenhuizen · Nijenklooster · Noordpolder · Noordpolderzijl · Obergum · Oldenzijl · Oldorp · Oosterhorn · Oosterhuizen (Eenrum) · Oosterhuizen (Zuidwolde) · Oudedijk · Oudeschip · Paapstil · Panser · Plattenburg · Polen · Ranum · Reidland · Roodehaan · Schapehals · Schaphalsterzijl · Schilligeham · Schouwen · Schouwerzijl · Sint Annerhuisjes · 't Stort · De Streek · Takkebos · Ter Laan · Tijum · Valcum · Valom · Wadwerd · Walsweer · Westerhorn (De Marne) · Westerhorn (Hogeland) · Westerklooster · Westpolder · Wierhuizen · Wierum · 't Wildeveld · Willemsstreek · Zevenhuizen